# Mafalda Arnauth
Teresa Mafalda Nunes Arnauth de Figueiredo, artiestennaam Mafalda Arnauth, (Lissabon, 4 oktober 1974) is een Portugees fadozangeres en songwriter. Ze wordt, net als onder andere Mariza en Ana Moura, gerekend tot de novo fado (nieuwe fado).

## Biografie
Haar loopbaan begon in 1995, toen ze op uitnodiging van João Braga deelnam aan een van zijn concerten in Lissabon.
Ze bracht haar eerste album uit in 1999. Haar tweede album werd geproduceerd door Amélia Muge.
Op haar achtste album, Terra da Luz, nam ze een duet op met de Portugese zanger Hélder Moutinho.
In 2013 zong Mafalda Arnauth een duet met de Italiaanse singer-songwriter Mariano Deidda. Dit duet, met de titel Mare Portoghese, is een Italiaanse vertaling van een gedicht van de Portugese dichter Fernando Pessoa.
In 2013 zong ze een duet met Carlos do Carmo op zijn duettenalbum Fado é Amor.
In 2013 namen Mafalda Arnauth, de Portugese zanger Fernando Lameirinhas en de Nederlandse trompettist Eric Vloeimans samen een album op met de titel Pessoa. De samenwerking werd goed ontvangen en ze traden samen op in de Kleine Komedie.
Mafalda Arnauth trad verschillende keren op in het Concertgebouw in Amsterdam.

## Muziekstijl
Arnauth combineert traditionele fado met nieuwe invloeden. Naast klassieke fadoliederen van bijvoorbeeld Amália Rodrigues zingt ze ook zelfgeschreven, persoonlijke songs.
Ook zingt ze songs uit andere genres, zoals Franse chanson (La Bohème van Charles Aznavour) en Spaanse tango. In een interview zei ze hierover: "Ik zoek de fado in liederen die geen fado zijn. ... Charles Aznavour was volgens mij diep van binnen als een fadista. ... De teksten van de tango hebben in wezen veel gemeen met die van de fado: passie, droevenis, lijden."
Bij Arnauth is fado niet alleen melancholiek, dramatisch of triest: "Fado hoeft niet altijd melancholiek te zijn. Ik wil de vrolijke kant van fado laten horen." Trouw schreef over Arnauth: "Arnauth's fado zit vol tristeza, zoals het hoort, maar is lichter van toon".

## Erkenning en waardering
Arnauth ontving de Revelação Award van het Portugese muziektijdschrift Blitz voor haar debuutalbum.
Haar derde album Ecantamento werd met vier sterren beoordeeld door Allmusic. Allmusic schreef dat haar stem "de puurheid en emotie heeft die fado van een zangeres vraagt". Allmusic prees haar prachtige, heldere stem, "een stem met diepgang, die niets heeft van de oppervlakkigheid van popmuziek", haar smaakvolle keuze van songs, de virtuositeit van de muzikanten en de heldere productie.
In 2012 werd een song van Mafalda Arnauth geselecteerd voor het verzamelalbum New Queens of Fado. Het Britse muziektijdschrift Songlines nam dit album in 2014 op in een lijst van de 10 essentiële Portugese fado-albums.
De Spaanse krant El Pais schreef over Arnauth dat ze "de meest boeiende stem" heeft "van de fadistas uit de nieuwe generatie".

## Discografie
- Mafalda Arnauth (1999)
- Esta voz que me atravessa (2001)
- Encantamento (2003)
- Talvez se Chame Saudade (2005)
- Diário (2005)
- Flor de Fado (2009)
- Fadas (2010)
- Terra Da Luz (2013)
- Pessoa (2013) - met Fernando Lameirinhas en Eric Vloeimans
- Mafalda Arnauth & Antlantihda - met Antlantihda (2015)